# 다케카와역
다케카와역(일본어: 武川駅, たけかわえき)은 일본 사이타마현 후카야시에 위치한 철도역이다.

## 타는 곳
| 1 | ■ 지치부 본선 | 요리이·나가토로·지치부·미쓰미네구치 방면 |
| 2 | ■ 지치부 본선 | 구마가야·교다 시·하뉴 방면               |

## 역세권 정보
- 국도 제140호선
- 아라카와강

## 역사
- 1899년 11월 8일: 다나카 역으로 영업을 개시함.
- 1903년 6월 24일: 역 명칭을 다케카와 역으로 변경함.

## 인접역
| 지치부 철도 ■ 지치부 본선 | 지치부 철도 ■ 지치부 본선                  | 지치부 철도 ■ 지치부 본선 |
| ------------------------- | ------------------------------------------ | ------------------------- |
| 구마가야 구마가야 방면    | SL 팔레오 익스프레스 호 급행 '지치부지 호' | 요리이 미쓰미네구치 방면  |
| 아케토 하뉴 방면          | 각역정차                                   | 나가타 미쓰미네구치 방면  |